# Curb (utwór)
Curb (pl: Ograniczenie) – utwór kanadyjskiego zespołu rockowego Nickelback, pochodzący z debiutanckiej płyty długogrającej o tym samym tytule, wydanej w 1996 roku. Utwór został zamieszczony na czwartej pozycji na krążku, trwa 4 minuty i 50 sekund i jest najdłuższym utworem znajdującym się na płycie, oraz jednym z najdłuższych w dorobku zespołu. Dłuższe są tylko "In Front of Me" (5:32) z EP "Hesher" oraz "Good Times Gone" (5:20) z albumu "Silver Side Up". Autorem tekstu do utworu jest wokalista grupy Chad Kroeger. W utworze na perkusji gościnnie zagrał Boyd Grealy, a na wiolonczeli Ariel Watson.

## Znaczenie tekstu
Utwór opowiada o autentycznej historii, w wyniku którego w wypadku samochodowym, śmierć poniosła szesnastoletnia dziewczyna, która była dziewczyną siedemnastoletniego Kirby'ego, który był przyjacielem Chada Kroegera. Tekst opowiada o tym jak pewnego wieczoru chłopak wymknął się z domu, wziął samochód i postanowił pojechać do swej dziewczyny, aby zrobić jej niespodziankę. Wyjechał na zakurzone wzgórze, gdzie zderzył się czołowo z samochodem jadącym z naprzeciwka. Będąc zakrwawionym, zdołał się wydostać z samochodu, i otworzyć drzwi drugiego samochodu. W środku znajdowała się jego dziewczyna, która poniosła śmierć. Wokalista w tym utworze próbował wyobrazić sobie co Jego przyjaciele czuli tamtej nocy. Utwór początkowo zaczyna się delikatnym "balladowym" wstępem, gdzie słychać jest grę na wiolonczeli, jednak w refrenach zyskuje na ciężkości. Piosenka posiada także dłuższe solo gitarowe, po którym następuje chwilowe zwolnienie tempa. Po krótkiej przerwie utwór powraca do mocnego brzmienia w powtarzających się refrenach. 

## Utwór na koncertach
Utwór zadebiutował na koncertach w 1996 roku, kiedy grupa grywała w lokalnych kanadyjskich klubach i barach. Szerszej publiczności utwór był prezentowany podczas trasy "Curb Tour" w 1997 roku. Piosenka wchodziła także w skład koncertowej setlisty podczas koncertów promujących album "The State" w 1999 oraz 2000 roku. Od tamtej pory utwór nie został już wykonany na żywo. Podczas trasy koncertowej "All the Right Reasons Tour" na przełomie 2006 oraz 2007 roku, utwór wszedł w skład "Curb Medley" wraz z utworami "Where?" oraz "Sea Groove". Wówczas grupa odgrywała wstęp oraz refren utworu, lecz bez wokalu. 

## Twórcy
Nickelback
- Chad Kroeger – śpiew, gitara rytmiczna, produkcja
- Ryan Peake – gitara prowadząca, wokal wspierający
- Mike Kroeger – gitara basowa
- Brandon Kroeger – perkusja

Muzycy sesyjni
- Ariel Watson - wiolonczela - utwór (4)
- Boyd Grealy - perkusja - utwór (4)

Produkcja
- Nagrywany: Styczeń – Luty 1996 roku w Studio "Trutle Records Studios" w Vancouver
- Producent muzyczny: Chad Kroeger, Larry Anschell oraz Jeff Bond (utwory (5), (8), (10), (11))
- Miks albumu: Larry Anschell w "Turtle Recording Studios" (Luty 1996)
- Mastering: Larry Anschell w "Turtle Recording Studios"
- Inżynier dźwięku: Larry Anschell w "Turtle Recording Studios"
- Zdjęcia: Mr. Scott
- Legal Representation: Jonathan Simkin
- Aranżacja: Chad Kroeger, Mike Kroeger, Ryan Peake, Brandon Kroeger
- Teksty piosenek: Chad Kroeger
- Management: Amar Management
- Manager: Clyde Hill
- Wytwórnia: Wydany niezależnie

Reedycja (25 czerwca 2002):
- Producent muzyczny: Chad Kroeger, Larry Anschell
- Mastering: George Marino w "Sterling Sound"
- Zdjęcie okładki: Daniel Moss
- Zdjęcia wewnątrz krążka: Mr. Scott
- Management: Bryan Coleman
- Miks: Larry Anschell "Turtle Recording Studios"
- Wytwórnia: Roadrunner Records